# Richard Burton (acteur)
Richard Burton (Pontrhydyfen, 10 november 1925 – Genève, 5 augustus 1984) was een Welshe acteur.

## Levensloop
Burton werd geboren als Richard Walter Jenkins in het dorpje Pontrhydyfen bij Port Talbot in Wales. Hij werd geadopteerd door zijn onderwijzer Philip H. Burton, die zijn acteertalenten ontdekte en aanmoedigde. Ook studeerde Burton enige tijd aan de Universiteit van Oxford. In 1952 stapte Burton over naar Hollywood, waar hij in de film My cousin Rachel de hoofdrol kreeg, met Olivia de Havilland als tegenspeelster.
Burton was verslaafd aan alcohol en had last van slapeloosheid. Hij was tweemaal getrouwd met Elizabeth Taylor. Met haar maakte hij zijn beste films, bijvoorbeeld Who's Afraid of Virginia Woolf? naar het gelijknamige toneelstuk van Edward Albee.
Later trouwde Burton nog met Suzy Hunt, de ex-vrouw van James Hunt, en ten slotte met Sally Hay, een grimeuse die later schrijfster werd. Tijdens een vakantie in 1984 in zijn huis in Céligny voelde Burton zich niet lekker. Hij overleed nog diezelfde dag op 58-jarige leeftijd in een ziekenhuis in Genève aan een hersenbloeding en werd in Céligny begraven.
Burton werd zevenmaal genomineerd voor een Oscar (onder andere voor zijn rol in Who's Afraid of Virginia Woolf?) maar heeft er nooit een gekregen. In 2013 kreeg hij wel (postuum) een ster op de Hollywood Walk of Fame.
Naast de vele films waarin hij speelde, was Burton te horen op het muziekalbum Jeff Wayne's Musical Version of The War of the Worlds uit 1978. Op deze opname van Jeff Wayne, gebaseerd op de roman van H.G. Wells, sprak Burton de rol van journalist in.
Burton kreeg twee dochters en adopteerde er ook twee. Een van zijn dochters is Kate Burton.

## Filmografie
- The Last Days of Dolwyn (1949) - Gareth
- Now Barabbas (1949) - Paddy
- The Woman with No Name (1950) - Nick Chamerd
- Waterfront (1950) - Ben Satterthwaite
- Green Grow the Rushes (1951) - Robert 'Bob' Hammond
- Celanese Theatre (televisieserie) - Rol onbekend (afl. Anna Christie, 1952)
- My Cousin Rachel (1952) - Philip Ashley
- The Desert Rats (1953) - Capt. 'Tammy' MacRoberts
- The Robe (1953) - Marcellus Gallio
- Demetrius and the Gladiators (1954) - Marcellus Gallio (niet op aftiteling)
- Prince of Players (1955) - Edwin Booth
- The Rains of Ranchipur (1955) - Dr. Major Rama Safti
- Alexander the Great (1956) - Alexander
- The James Mason Show (televisieserie) - Artiest (1956)
- Bitter Victory (1957) - Capt. Leith
- Sea Wife (1957) - Michael Cannon ('Biscuit')
- The DuPont Show of the Month (televisieserie) - Heathcliff (afl. Wuthering Heights, 1958)
- Sen noci svatojánské (1959) - Verteller
- A Subject of Scandal and Concern (televisiefilm, 1960) - George Holyoake
- Ice Palace (1960) - Zeb Kennedy
- Hallmark Hall of Fame (televisieserie) - Caliban (afl. The Tempest, 1960)
- The Tempest (televisiefilm, 1960) - Caliban
- The Bramble Bush (1960) - Guy
- The Fifth Column (televisiefilm, 1960) - Rol onbekend
- The Longest Day (1962) - Flight Officer David Campbell
- Cleopatra (1963) - Marcus Antonius
- The V.I.P.s (1963) - Paul Andros
- Zulu (1964) - Verteller
- Becket (1964) - Thomas à Becket
- The Night of the Iguana (1964) - Rev. Dr. T. Lawrence Shannon
- Hamlet (1964) - Hamlet
- What's New Pussycat? (1965) - Man in stripclub (niet op aftiteling)
- The Sandpiper (1965) - Dr. Edward Hewitt
- The Spy Who Came in from the Cold (1965) - Alec Leamas
- Who's Afraid of Virginia Woolf? (1966) - George
- The Taming of the Shrew (1967) - Petruchio
- Doctor Faustus (1967) - Doctor Faustus
- The Comedians (1967) - Brown
- Boom! (1968) - Chris Flanders
- Where Eagles Dare (1968) - Maj. Jonathan Smith, MC
- Candy (1968) - MacPhisto
- Staircase (1969) - Harry Leeds, eigenaar Chez Harry
- Anne of the Thousand Days (1969) - King Henry VIII
- Mooch Goes to Hollywood (televisiefilm, 1971) - Verteller (niet op aftiteling)
- Raid on Rommel (1971) - Capt. Alex Foster
- Villain (1971) - Vic Dakin
- Under Milk Wood (1972) - Verteller
- Bluebeard (1972) - Baron von Sepper
- Hammersmith Is Out (1972) - Hammersmith
- The Assassination of Trotsky (1972) - Leon Trotsky
- Divorce His, Divorce Hers (televisiefilm, 1973) - Martin Reynolds
- Sutjeska (1973) - Josip Broz Tito
- Rappresaglia (1973) - Lt. Col. Herbert Kappler
- Il viaggio (1974) - Cesare Braggi
- The Klansman (1974) - Breck Stancill
- Brief Encounter (televisiefilm, 1974) - Alec Harvey
- The Gathering Storm (televisiefilm, 1974) - Winston Churchill
- Exorcist II: The Heretic (1977) - Father Philip Lamont
- Equus (1977) - Martin Dysart
- The Medusa Touch (1978) - John Morlar
- The Wild Geese (1978) - Col. Allen Faulkner
- Absolution (1978) - Father Goddard
- Steiner: Das Eiserne Kreuz, 2. Teil (1979) - Sgt. Steiner
- Circle of Two (1980) - Ashley St. Clair
- Lovespell (1981) - King Mark of Cornwall
- Alice in Wonderland (televisiefilm, 1983) - White Knight
- Wagner (1983) - Richard Wagner
- Nineteen Eighty-Four (1984) - O'Brien
- Ellis Island (miniserie, 1984) - Sen. Phipps Ogden
- Under Milk Wood (televisiefilm, 1992) - Rol onbekend (stem, archiefgeluid)
- Jeff Wayne's Musical Version of The War of the Worlds (1978) - George Herbert, the journalist (stem, archiefgeluid)